# Louise Julie de Mailly-Nesle

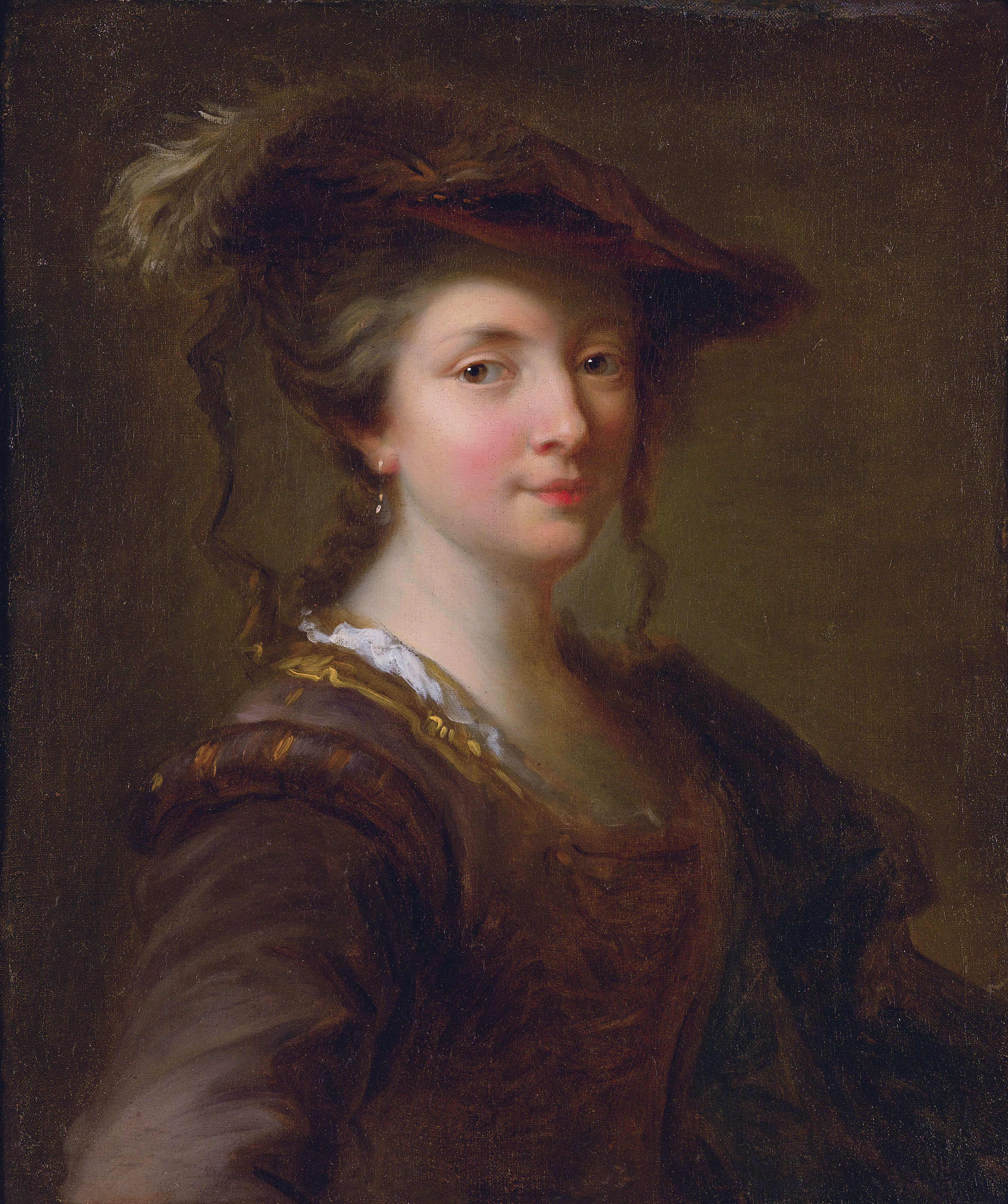
Louise Julie de Mailly-Nesle, Comtesse de Mailly (Alexis Grimou)

Louise Julie de Mailly-Nesle, Comtesse de Mailly (* 16. März 1710; † 30. März 1751 in Paris) war eine Mätresse des französischen Königs Ludwig XV.

## Familie
Aus einer alten, aber verarmten Adelsfamilie stammend, war Louise Julie die älteste von fünf Töchtern von Louis III. de Mailly (1689–1767) und seiner Frau Armande Félice de La Porte Mazarin (1691–1729), einer Enkelin von Hortensia Mancini. Ihre jüngeren Schwestern hießen Pauline-Félicité, Marquise of Vintimille, Diane-Adélaïde, Duchesse de Lauraguais, Hortense-Félicité, Marquise de Flavacourt und Marie-Anne, Duchesse de Châteauroux. Aufgrund von hohen Spielschulden des Vaters waren die Finanzen der Familie Mailly-Nesle zerrüttet. Beide Elternteile hatten aber lockere moralische Ansichten und nach Louise Julie sollten auch ihre jüngeren Schwestern Pauline-Félicité und Marie-Anne Mätressen des Königs werden.

## Königliche Mätresse
1726 heiratete Louise Julie de Mailly-Nesle ihren relativ armen Cousin zweiten Grades, Louis Alexandre, Comte de Mailly-Nesle. Sie wurde in Nachfolge ihrer Schwiegermutter Hofdame der Königin Maria Leszczyńska. 1732 erregte sie die Aufmerksamkeit des damals 22-jährigen Ludwig XV., der nach sieben Ehejahren seiner polnischen Gattin überdrüssig war und trotz religiöser Skrupel außereheliche sexuelle Abenteuer suchte. Die Kupplerin zur Anknüpfung der Beziehung des Königs zu Louise Julie war die gutaussehende, freizügige Louise-Anne de Bourbon-Condé, Mademoiselle de Charolais, Schwester des gestürzten Herzogs von Bourbon, die mit 37 Jahren zu alt war, um selbst königliche Mätresse zu spielen. Sie suchte aber Louise Julie aus, da diese nicht allzu ehrgeizig war und ihren Einfluss auf den König nicht nur für sich ausnützen würde.
Der Marquis René Louis d’Argenson beschrieb Louise Julie als jung, aber hässlich und wenig witzig. Sie suchte jedoch in gewagter, zeitgenössischer Pariser Mode verführerisch gegenüber dem König aufzutreten und wurde von dessen Erstem Kammerdiener François Gabriel Bachelier über die dabei zu beachtende Etikette aufgeklärt. Bachelier geleitete sie auch in die Privatgemächer des Königs, wo dieser sie des Nachts heimlich aufsuchte, da er die Affäre lange zu verbergen trachtete. Völlig geheim halten ließ sie sich indessen auf die Dauer nicht. Der Ehemann der Mätresse hatte sein Einverständnis zu ihrer außerehelichen Beziehung gegeben.
Erst 1737, nachdem die Königin Maria Leszczyńska ihren Gatten dauerhaft aus ihrem Schlafzimmer verbannt hatte, machte der König seine Affäre mit Louise Julie publik. 1738 erklärte er sie zur offiziellen Mätresse (französisch maîtresse en titre). In Versailles wohnte sie nun in Räumen im zweiten Obergeschoss, die über den Privatgemächern des Königs lagen. Im Gegensatz zu ihren beiden Schwestern, die später königliche Mätressen wurden, war Louise Julie sehr bescheiden und gehorsam. Sie nahm keinen Einfluss auf die Politik, um nicht den Zorn des sehr einflussreichen Kardinals André-Hercule de Fleury zu erregen, und suchte sich auch keine finanziellen Geschenke zu sichern. Ebenso mied sie das Ränkespiel am französischen Hof, der sie „die kleine Mailly“ nannte, und behandelte die Königin respektvoll.
Da sich der Monarch in zunehmendem Maß von seinen öffentlichen Repräsentationspflichten bei Hof zurückzog und mehr Privatleben zu genießen suchte – indem er etwa nach Jagdausflügen das Abendessen mit wenigen vertrauten Freunden in den sog. „petits appartements“ in Versailles einzunehmen pflegte – mehrte sich auch seine gemeinsam mit seiner Mätresse verbrachte Zeit. Louise Julie fürchtete, dass sie den König bei dessen kleinen Gesellschaftstreffen nicht mehr genügend fesselnd zu unterhalten vermochte und führte daher zur Unterstützung für heiterere Abende ihre jüngere Schwester Pauline Félicité auf deren brieflichen Wunsch bei Hof ein. Aber Pauline nützte dies, um den König zu becircen. Sie konnte bald die Gunst Ludwigs XV. erringen und dessen Geliebte werden (1740). Trotzdem blieb auch Louise Julie weiterhin Mätresse des Königs, der somit eine Dreiecksbeziehung mit zwei Schwestern führte. Obwohl Louise Julie sicherlich eifersüchtig war, bewahrte sie Pauline die Freundschaft. Sie pflegte ihre Schwester, als diese bei einer Schwangerschaft ernsthaft erkrankte und war sehr bestürzt, als Pauline bereits am 9. September 1741 bei der Geburt ihres Sohnes Louis de Vintimille, genannt Demi-Louis, im Alter von nur 29 Jahren starb und ihr Leichnam von einer Volksmenge geschändet wurde.
Die langjährige Freundschaft von Louise Julie und Ludwig XV. sowie ihr gemeinsamer Kummer um die tote Pauline bewirkten, dass sie ihre frühere Beziehung wieder aufnahmen. Louise Julie verschaffte aber bald ihrer jüngsten und hübscheren Schwester Marie-Anne auf deren dringende Bitte Unterkunft in Versailles. Prompt wurde sie auch von dieser Schwester auf Initiative des Herzogs von Richelieu rasch aus der königlichen Gunst verdrängt. Marie-Anne machte allerdings ihre Hingabe an den König von allerlei Forderungen abhängig, zu denen auch die Entfernung ihrer älteren Schwester vom Hof gehörte. Der verliebte Ludwig XV. kam diesen Wünschen nach und am 3. November 1742 verließ die verstoßene Louise Julie Versailles für immer.

## Letzte Jahre
Nach ihrer Verbannung vom königlichen Hof wandte sich Louise Julie unter dem Einfluss von Pater Renaud, eines wortgewaltigen Pariser Predigers der Oratorianer, einem religiösen Leben in Gebet und Vollbringung karitativer Werke zu. In schlichtem Gewand stattete sie häufig Gotteshäusern einen Besuch ab. Ludwig XV. stattete sie mit einer Rente von 40 000 Pfund aus, bezahlte ihre Schulden in der Höhe von etwa 765 000 Pfund und wies ihr eine Wohnung zu. Sie spendete ihre Einkünfte vor allem den Armen. Dennoch fluchte einmal ein Mann während ihres Besuchs der Kirche Saint-Roch, dass so viel „Aufhebens um eine Hure“ gemacht würde, aber die ehemalige Mätresse entgegnete ihm bescheiden, dass er für sie beten solle. Mit kirchlichen Tröstungen versehen starb sie im März 1751 in Paris und wurde zwischen Armengräbern am Cimetière des Innocents beigesetzt. Da sie keine Kinder hatte, wurde ihr Neffe Louis de Vintimille ihr Universalerbe.